# 광동헬스바이오
광동헬스바이오 주식회사(영어: KwangDong Healthbio)는 광동제약의 계열사이자 건강기능식품 제조 기업이다.

## 역사
2024년 비엘헬스케어에서 현재의 사명으로 변경하였다.

## 제품
홍삼 가공제품, 녹용활력 등의 건강음료, 프로바이오틱스 유산균